# DB Netz
DB Netz AG è un'azienda pubblica in forma di società per azioni con funzione di gestore dell'infrastruttura ferroviaria nazionale tedesca, partecipata al 100% da Deutsche Bahn. Gestisce una rete ferroviaria al 2021 di 33.288 km, la rete più grande dell'Europa.

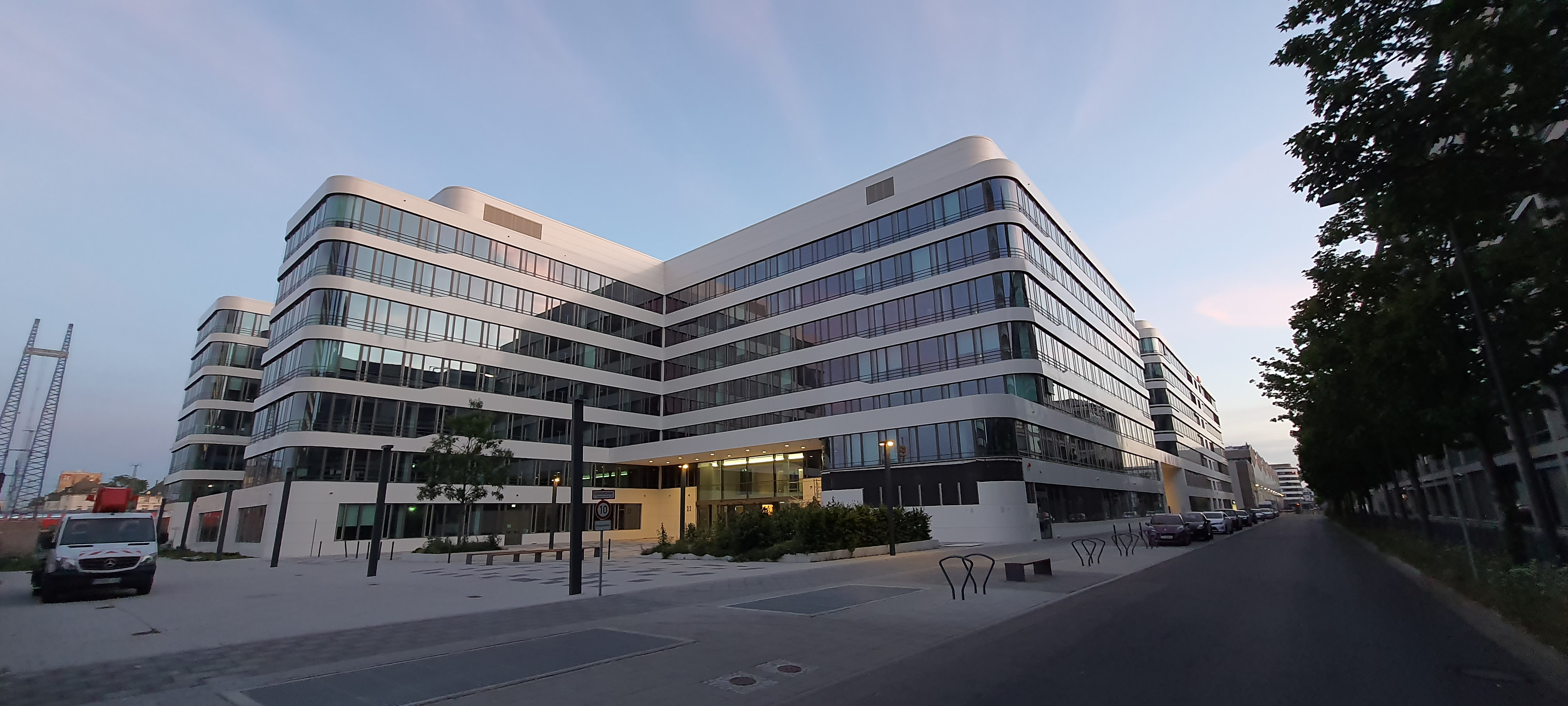
Sede di DB Netz ("NETZwerk") in Adam-Riese-Strasse a Francoforte sul Meno

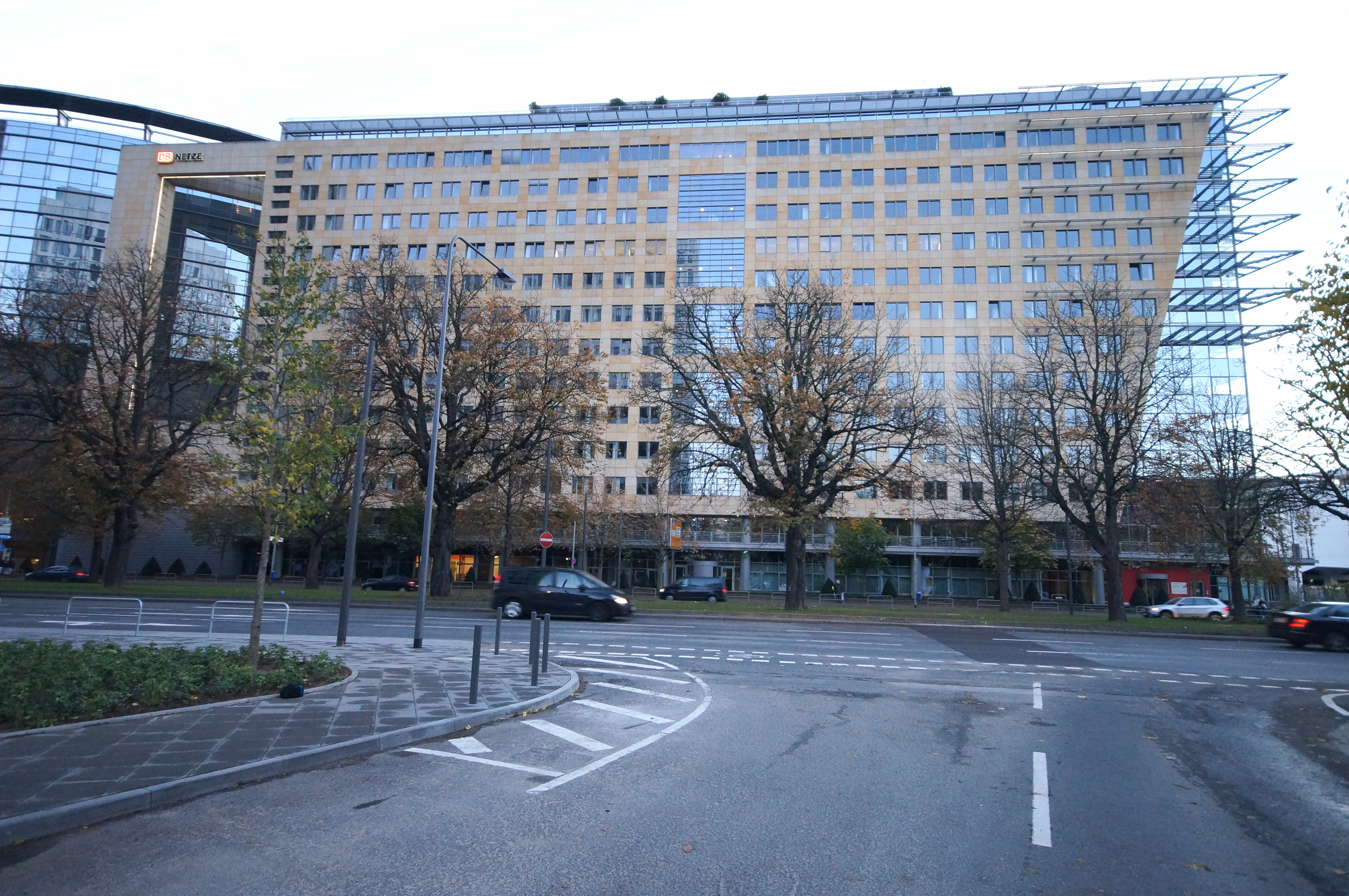
L'ex quartier generale di DB Netz su Theodor-Heuss-Allee a Francoforte sul Meno

Il 1 ° gennaio 2024, si è fusa con DB Station & Service per formare DB InfraGO.

## Storia
La società è nata nel 1999 durante la seconda fase della riforma ferroviaria tedesca dalla separazione di un ramo d'azienda della Deutsche Bahn dedicato alla manutenzione e gestione dell'infrastruttura ferroviaria ed è stata inserita sotto il marchio DB Netze che si occupa dell'infrastruttura.
Dal 1 marzo 1998 la manutenzione della rete è stata parzialmente esternalizzata a DB Bahnbau. Questa società posseduta al 49% del gruppo DB è stata incaricata di portare avanti i lavori edili, le grandi riparazioni della rete e i lavori d'ingegneria civile, mentre DB Netz ha assunto la manutenzione della linea per i lavori non appaltati a DB Bahnbau o ad altre società di manutenzione ferroviaria.
Dal 1º gennaio 2001 l'azienda è stata ristrutturata. Sono stati formati tre segmenti: "rete a lunga percorrenza e agglomerati urbani", "rete regionale" e "stazioni di formazione dei treni/stazioni di trasbordo".
Il 1º gennaio 2006 è stato costituito il Network Advisory Board della società; questo organo consultivo composto da 17 persone comprende rappresentanti delle imprese ferroviarie e delle autorità di trasporto pubblico; i suoi membri sono selezionati dall'Autorità ferroviaria federale (Eisenbahn-Bundesamt).
L'azienda gestisce dal 2007 il programma di manutenzione della rete ferroviaria con 90 milioni di euro all'anno.
Nel 2011 la società ha istituito il fondo di rete, che deve essere utilizzato per finanziare investimenti per l'espansione della rete. Nel 2012 sono stati completati sei progetti di questo tipo.
L'azienda ha stabilito un nuovo record nel 2013 con quasi 60.000 richieste di tracce orarie da oltre 380 imprese ferroviarie. Inoltre, circa 950.000 tracce orarie sono state registrate per il traffico occasionale.
Da giugno 2016, la società DB Bahnbau diventa una controllata al 100% del gruppo Deutsche Bahn.
Dal 1º ottobre 2020 è entrata in vigore una riorganizzazione della società.  Secondo l'azienda, è la prima riforma fondamentale in 25 anni.

## Sviluppo della rete

### Lunghezza della linea e km di binari
| [ 2 ]                          | 1999   | 2005   | 2006   | 2007   | 2008   | 2009   | 2010   | 2011   | 2012   | 2013   | 2014   | 2015   | 2016   | 2017   | 2018   | 2019   | 2020   | 2021   |
| ------------------------------ | ------ | ------ | ------ | ------ | ------ | ------ | ------ | ------ | ------ | ------ | ------ | ------ | ------ | ------ | ------ | ------ | ------ | ------ |
| Lunghezza Linee (km)           | 37.679 | 34.218 | 34.019 | 33.897 | 33.601 | 33.468 | 33.417 | 33.378 | 33.319 | 33.295 | 33.281 | 33,194 | 33.241 | 33.348 | 33.299 | 33.291 | 33.286 | 33.288 |
| lunghezza singolo binario (km) |        | 63.270 | 62.948 |        | 62.454 | 61.752 | 61.683 | 61.330 | 61.260 | 61.153 | 61.090 | 60.527 | 60.512 | 60.653 | 60.803 |        | 60.768 | 60.727 |

## Accesso alla rete
Le imprese ferroviarie (EVU) possono ordinare tracce orarie da DB Netz AG. La richiesta di queste tracce orarie deve essere concesso secondo le disposizioni della legge generale sulle ferrovie (AEG) ed è monitorato dall'Agenzia federale per le reti elettriche, del gas, delle telecomunicazioni, delle poste e delle ferrovie. È soggetto alle condizioni di utilizzo della rete (BNS).
Ogni cliente (di solito un'impresa ferroviaria) si interfaccia con l'ufficio dell'area regionale per il supporto da parte di DB Netz. Di norma, l'area regionale corrisponde alla località in cui le aziende ferroviarie andranno a operare.
DB Netz commercializza ai propri clienti le linee ferroviarie (sotto forma di tracce orarie) e strutture locali. Questi possono essere, ad esempio, raccordi, prese elettriche o binari di stazionamento dei convogli ferroviari.
Per l'utilizzo della rete viene utilizzando il sistema dei prezzi delle tracce (per l'utilizzo delle linee ferroviarie) e il sistema dei prezzi dell'impianto (questo include principalmente raccordi e altre strutture di servizio come binari di sosta, ecc..). L'energia elettrica non viene venduta da DB Netz, ma tramite DB Energie. L'utilizzo dei servizi di banchina rientra nell'ambito di DB Station&Service.

## Clienti
Oltre alle filiali del gruppo Deutsche Bahn AG (tra cui DB Fernverkehr AG, DB Regio AG e DB Cargo AG), più di 300 altre compagnie ferroviarie sono clienti di DB Netz (a partire da ottobre 2006). Esempi di questo sono Transdev, Netinera, Die Länderbahn, RheinCargo, Rail4captrain, TX Logistik, Kreisbahn Siegen-Wittgenstein o Hupac AG.

### Dati economici, patrimoniali e commerciali
Il fatturato di DB Netz AG nel 2017 è stato di 5,64 miliardi di euro.
Alla fine dell'esercizio 2017, la società occupava complessivamente 41.362 persone.
Il numero di dipendenti è in continuo aumento dal 2010.
|                 | 2020   | 2017   | 2016   | 2015   | 2014   | 2013   | 2012   | 2011   | 2010   | 2009   | 2008   |
| --------------- | ------ | ------ | ------ | ------ | ------ | ------ | ------ | ------ | ------ | ------ | ------ |
| Milioni di euro | 5.660  | 5.642  | 5.509  | 4.804  | 4.725  | 4.556  | 4.478  | 4.382  | 4.270  | 4.124  | 4.113  |
| Dipendenti      | 50.330 | 41.362 | 39.999 | 39.243 | 36.818 | 35.972 | 35.249 | 35.070 | 34.020 | 34.363 | 34.900 |